# Resaca (Georgia)
|  | Dieser Artikel wurde aufgrund von inhaltlichen Mängeln auf der Qualitätssicherungsseite des Projektes USA eingetragen. Hilf mit, die Qualität dieses Artikels auf ein akzeptables Niveau zu bringen, und beteilige dich an der Diskussion! Folgende Mängel sollten behoben werden, bevor diese Markierung entfernt werden kann: Vollprogramm |

Resaca ist eine Town in Gordon County, Georgia, die am Oostanaula River liegt. 
Die Stadt spielte während des Atlanta-Feldzugs von Mai bis September 1864 eine größere Rolle, als hier die Schlacht von Resaca vom 13. Mai bis zum 15. Mai 1864 stattfand.